# Geotrichum loubieri
Geotrichum loubieri är en svampart som beskrevs av Morenz 1964. Geotrichum loubieri ingår i släktet Geotrichum och familjen Dipodascaceae.   Inga underarter finns listade i Catalogue of Life.